# Tiger King
Tiger King, conosciuta anche come Tiger King: Murder, Mayhem and Madness, è una docu-serie televisiva statunitense.
La serie, prodotta e distribuita da Netflix, narra le vicende di Joseph Allen Maldonado-Passage, noto come Joe Exotic, criminale statunitense ed ex operatore di zoo, nonché proprietario del Greater Wynnewood Exotic Animal Park in Oklahoma, accusato di abuso e sfruttamento di animali esotici e selvatici.
Nell'aprile 2020 Netflix ed i registi della serie annunciano la possibilità di produrre una seconda stagione, mentre il 12 aprile 2020 va in onda un episodio speciale, un talk show, con nuove interviste fatte da Joel McHale. Nel settembre 2021 viene annunciata una seconda stagione, distribuita dal 17 novembre 2021.

## Episodi

### Prima stagione
| nº | Titolo originale          | Titolo italiano                    | Data di pubblicazione mondiale |
| -- | ------------------------- | ---------------------------------- | ------------------------------ |
| 1  | Not Your Average Joe      | Non un Joe qualunque               | 20 marzo 2020                  |
| 2  | Cult of Personality       | Culto della personalità            | 20 marzo 2020                  |
| 3  | The Secret                | Il segreto                         | 20 marzo 2020                  |
| 4  | Playing with Fire         | Non si gioca con il fuoco          | 20 marzo 2020                  |
| 5  | Make America Exotic Again | Facciamo tornare esotica l'America | 20 marzo 2020                  |
| 6  | The Noble Thing to Do     | La cosa più nobile da fare         | 20 marzo 2020                  |
| 7  | Dethroned                 | Detronizzato                       | 20 marzo 2020                  |
| 8  | The Tiger King and I      | Tiger King ed io                   | 12 aprile 2020                 |

### Seconda stagione
| nº | Titolo originale   | Titolo italiano      | Data di pubblicazione mondiale |
| -- | ------------------ | -------------------- | ------------------------------ |
| 1  | Beg Your Pardon    | La grazia per favore | 17 novembre 2021               |
| 2  | The Carole Diaries | I diari di Carole    | 17 novembre 2021               |
| 3  | Bounty Hunting     | Cacciatori di taglie | 17 novembre 2021               |
| 4  | The Lyin' King     | Il re delle bugie    | 17 novembre 2021               |
| 5  | Stark Raving Mad   | Folle di rabbia      | 17 novembre 2021               |

## Distribuzione
La serie è stata distribuita come miniserie sulla piattaforma Netflix a partire dal 20 marzo 2020. In seguito al successo ottenuto, è stata distribuita una seconda stagione il 17 novembre 2021.

## Accoglienza
Tiger King ha ottenuto ascolti e gradimento record alla sua distribuzione, totalizzando 34,3 milioni di visualizzazioni nei primi dieci giorni di programmazione.

### Critica
Sull'aggregatore Rotten Tomatoes la miniserie riceve l'86% delle recensioni professionali positive, mentre su Metacritic ottiene un punteggio di 75 su 100.
Giorgio Viaro di Best Movie ha posizionato la serie al quinto posto tra le migliori del 2020.

### Primati
Le docu-serie si è piazzata al primo posto della top 10 delle visioni sulla piattaforma Netflix restandoci per sedici giorni, fissando un nuovo record.
La serie è risultata essere la più cercata su Google nel corso del 2020.

## Riconoscimenti
- 2020 - E! People's Choice Awards[13]
  - Candidatura per il miglior show
  - Candidatura per il miglior bingeworthy show
- 2020 - Primetime Emmy Awards[14]
  - Candidatura per il miglior documentario o serie non fiction
  - Candidatura per la miglior regia di un documentario o serie non fiction a Eric Goode e Rebecca Chaiklin (per l'episodio Culto della personalità)
  - Candidatura per la miglior colonna sonora in un documentario o serie non fiction a Mark Mothersbaugh, John Enroth e Albert Fox (per l'episodio Non un Joe qualunque)
  - Candidatura per il miglior montaggio in un documentario o serie non fiction a Doug Abel, Nicholas Biagetti, Dylan Hansen-Fliedner, Geoffrey Richman e Daniel Kohler (per l'episodio Culto della personalità)
  - Candidatura per il miglior montaggio sonoro in un documentario o serie non fiction a Ian Cymore, Rachel Wardell e Steve Griffen (per l'episodio Culto della personalità)
  - Candidatura per il miglior missaggio sonoro in un documentario o serie non fiction a Jose Araujo, Royce Sharp, Jack Neu e Ian Cymore (per l'episodio La cosa più nobile da fare)
- 2021 - Producers Guild of America Awards[15]
  - Candidatura per la miglior serie non-fiction

## Influenza culturale
La miniserie ha avuto un grande impatto culturale nella società, al punto che svariate persone, celebri e comuni, hanno mostrato i loro travestimenti come gli eccentrici e strani personaggi della serie, tra questi: Sylvester Stallone e la sua famiglia, Jared Leto, Paris Hilton, e Rob Lowe.

## Opere derivate

### Film
Nell'aprile 2020, l'attore Rob Lowe ed il regista Ryan Murphy hanno annunciato di essere al lavoro su un possibile adattamento cinematografico delle vicende di Joe Exotic, con Tara Reid nel ruolo dell'animalista Carole Baskin.

### Mini-serie televisiva
Nella miniserie spin-off Joe Exotic, prodotta da BBC e NBCUniversal e distribuita su Peacock, John Cameron Mitchell interpreterà il protagonista Joe, Kate McKinnon sarà l'antagonista Carole Baskin, Nat Wolff sarà Travis Maldonado, uno dei mariti di Joe, e Dennis Quaid interpreterà il giornalista Rick Kirkham. Nel luglio 2021 nuovi attori entrano nel cast: Kyle MacLachlan sarà Howard Baskin, marito di Carole, Brian Van Holt sarà John Reinke, Sam Keeley sarà John Finlay, Lex Mayson sarà Saff, Dean Winters sarà Jeff Lowe, Joel Marsh Garland sarà James Garretson e William Fichtner sarà Rick Kirkham; Ethan Frankel sarà sceneggiatore e produttore del progetto.
Il 21 gennaio 2022 viene diffuso il trailer della miniserie, col nuovo titolo Joe vs. Carole.

### Serie televisiva mai prodotta
Nicolas Cage interpreterà Joe Exotic in una serie televisiva di otto episodi prodotta da Imagine Television Studios e CBS, basata sull'articolo Joe Exotic: A Dark Journey Into the World of a Man Gone Wild di Leif Reigstad, e scritta da Dan Lagana, il quale ha opzionato i diritti dell'articolo insieme a Paul Young per farne una serie. Nel luglio 2021 Amazon annuncia l'annullamento del progetto, in quanto non ritenuto più rilevante.

## Casi mediatici
Dopo il grande successo della serie, il presidente degli Stati Uniti d'America Donald Trump ha annunciato di prendere in considerazione la possibilità di grazia per il protagonista della serie Joe Exotic, in carcere dal 7 settembre 2018 e punito a 22 anni.